# Нельсон, Джимми
Джимми «T99» Нельсон (англ. Jimmy «T99» Nelson; 7 апреля 1919, Филадельфия, Пенсильвания, США — 29 июля 2007, Хьюстон, Техас, США) — американский блюзовый певец и автор песен. Номинант Blues Music Awards в номинациях «Перевыпущенный альбом» (2000), «Альбом традиционного блюза» (2000).

## Биография
Джимми Нельсон родился в Филадельфии, начал петь госпел в церкви. В подростковом возрасте покинул дом, бродяжничал, собирал фрукты в Калифорнии . В 1941 году в Окленде, Калифорния он увидел выступление Биг Джо Тёрнера, и понял, что хочет петь блюз. Тёрнер научил Нельсона пению, выступлениям и музыкальному бизнесу. Нельсон, в свою очередь, перенял манеру пения своего наставника. Вскоре Нельсон начал гастролировать, выступая с группами под руководством Джо Лиггинса и Роя Милтона, играя на разных площадках, включая театры Apollo и Howard.
С 1951 по 1961 год Джимми Нельсон и трио Peter Rabbit Trio выпустили восемь синглов на лейбле Modern/RPM. Самым большим хитом из них стал первый сингл «T-99 Blues» (который отсылал к старому техасскому шоссе № 99), дебютировавший в июне 1951 года. Он достиг первого места в чарте Billboard R&B и оставался там в течение двадцати одной недели. В 1952 году у Нельсона был еще один, несколько менее успешный хит: «Meet Me With Your Black Dress On». Следует отметить, что другие его песни никогда не проигрывались по радио и не продвигались эффективно, хотя называются «некоторыми из величайших песен в истории рок-н-ролла или, как его называли в те дни, ритм-энд-блюза» . В 1955 году женившись, переехал в Хьюстон, и с 1955 по 1975 год работал на стройке, хотя продолжал писать песни и играть в группах. 
В 1980-х годах Нельсон привлек к себе более широкое внимание поклонников блюза, когда Ace Records выпустила в 1981 году десять его песен в альбоме Jimmy «Mr. T 99» Nelson. В это время он решил снова сосредоточиться на музыке. В 1980-х было выпущено ещё два сборника певца. В 1990-е годы Нельсон возобновил гастроли, и в 1999 году выпустил альбом Rockin' and Shoutin' the Blues на лейбле Bullseye Blues & Jazz. Этот альбом был номинирован в двух категориях на премию WC Handy Awards в следующем году. Про него писали: «Нельсон отлично вписывается в хорошую компанию Большого Джо Тернера и Перси Мэйфилда. Этот релиз мог бы легко выйти прямо из пятидесятых, и как бы напоминает некоторые стороны Рэя Чарльза той эпохи»  . После выхода альбома певец много гастролировал, как в США, так и за рубежом. Ещё два новых альбома были записаны на его собственном лейбле Nettie Marie, оба с участием Дьюка Робилларда, в записи последнего альбома участвовали такие музыканты как харпер Шуга Рэй Норча и саксофонист Сакс Гордон. Альбом назвали как «Очень интересная, цельная и компактная работа всегда веселого, приятного, остроумного и милого певца Джимми Нельсона» 
Умер от рака 29 июля 2007 года в Хьюстоне. В Хьюстоне, на основе полученных Обществом блюза Хьюстона по завещанию от Нельсона 500 долларов, создан Стипендиальный фонд «Джимми „Т-99“» для предоставления стипендий учащимся школьного возраста .
«Наделённый глубоким голосом и хип-хоп-подачей, Нельсон записал ряд прекрасных партий для лейблов Modern RPM и Kent в начале 50-х и 60-х» 
The Guardian: «Его самым большим хитом был медленный блюз, который он, вероятно, составил из старых мотивов, T-99 Blues, в котором его траурный вокал компенсировался тихим напевным рефреном его аккомпаниаторов» 
Критик Дэвид Уэст написал: «T99 часто сравнивают с его наставником, Биг Джо Тёрнером…по моему мнению, Джимми Нельсон во всём равен Джо Тёрнеру, и даже больше. Хотя верно, что Биг Джо был первым, и что T99 учился у него и в некотором роде скопировал себя с Тёрнера, также неоспоримо верно, что достижения Нельсона простираются далеко за пределы возможностей его учителя… величайший из ныне живущих блюзовых шаутеров — это Джимми Т99 Нельсон».

## Дискография

### Синглы
- 1951: «T 99 Blues» (RPM 325) как Jimmie Nelson and the Peter Rabbit Trio
- 1953: «Meet Me With Your Black Dress On» (RPM 385)
- 1955: «Free and Easy Mind» (Chess 1587)
- 1956: «The Wheel» (Music City 797)
- 1960: «Unlock the Lock» (Kent 354)
- 1962: «What Was I Supposed To Do» (All Boy 8502)
- 1963: «Tell Me Who» (Paradise 1002; Chess 1877)
- 1965: «I’ll Be Ready» (Paradise 1012)[8]

### Альбомы
- 1999: Rockin' and Shoutin' the Blues (Bullseye Blues 9593)
- 2002: Take Your Pick (Nettie Marie 001)
- 2005: The Legend (Nettie Marie 002)

### Сборники
- 1981: Jimmy «Mr. T 99» Nelson (Ace 10CH 35) [10" LP]
- 1987: Watch That Action (Ace CHD 228)
- 1988: Sweet Sugar Daddy (P-Vine)
- 2003: Cry Hard Luck: The RPM and Kent Recordings 1951-61 (Ace CDCHD 976